# Münsterkapelle (Schaffhausen)

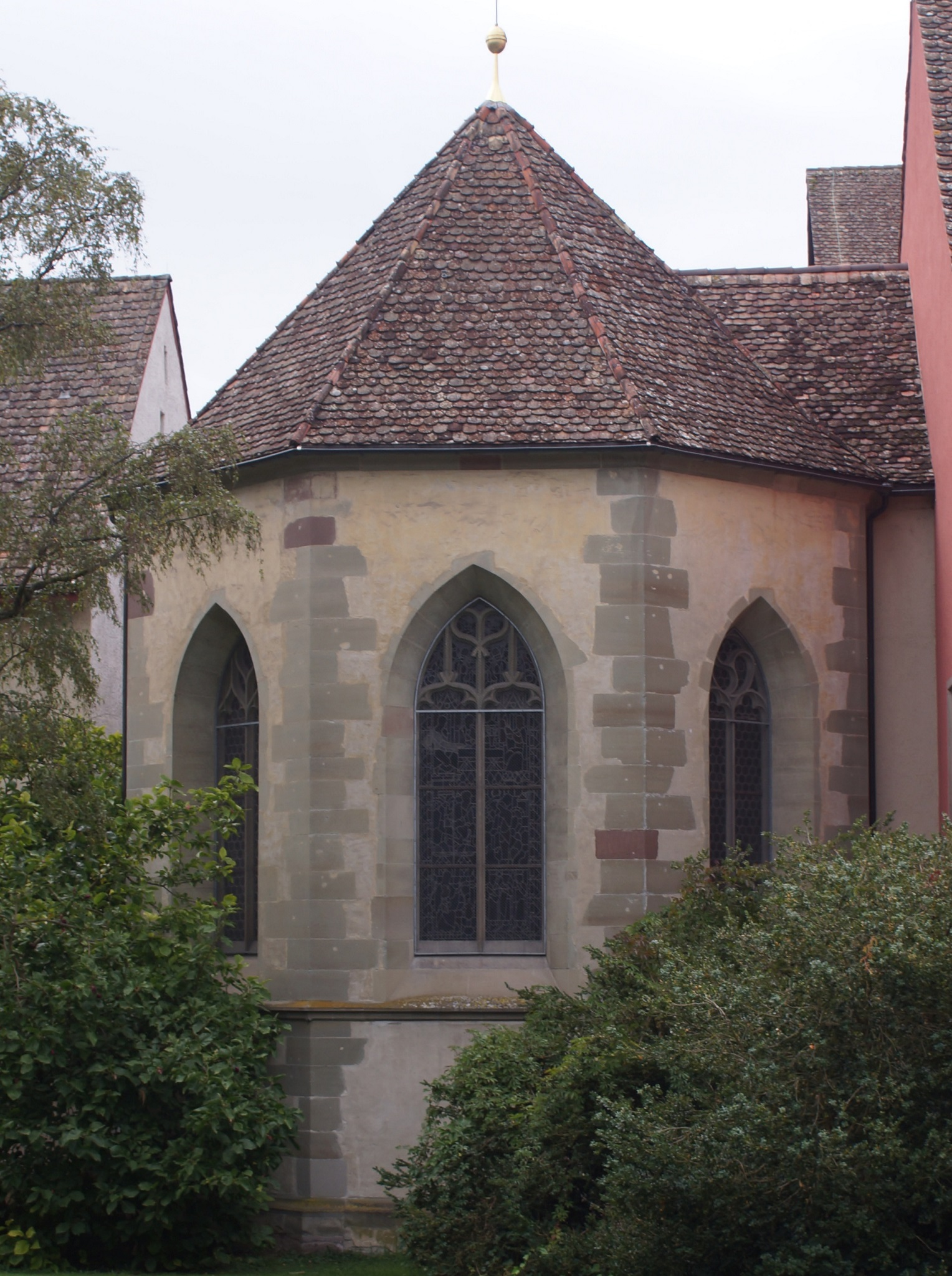
Ansicht der Münsterkapelle von Osten (2020)

Die Münsterkapelle (auch St.-Anna-Kapelle) ist eine Kapelle des ehemaligen Klosters Allerheiligen in Schaffhausen, Schweiz. Das spätgotische Bauwerk wurde auf einem Vorgängerbau aus dem 11. Jahrhundert errichtet und zuletzt 1522 umfassend umgestaltet. Es wird für Gottesdienste verschiedener Gemeinden genutzt.

## Geschichte

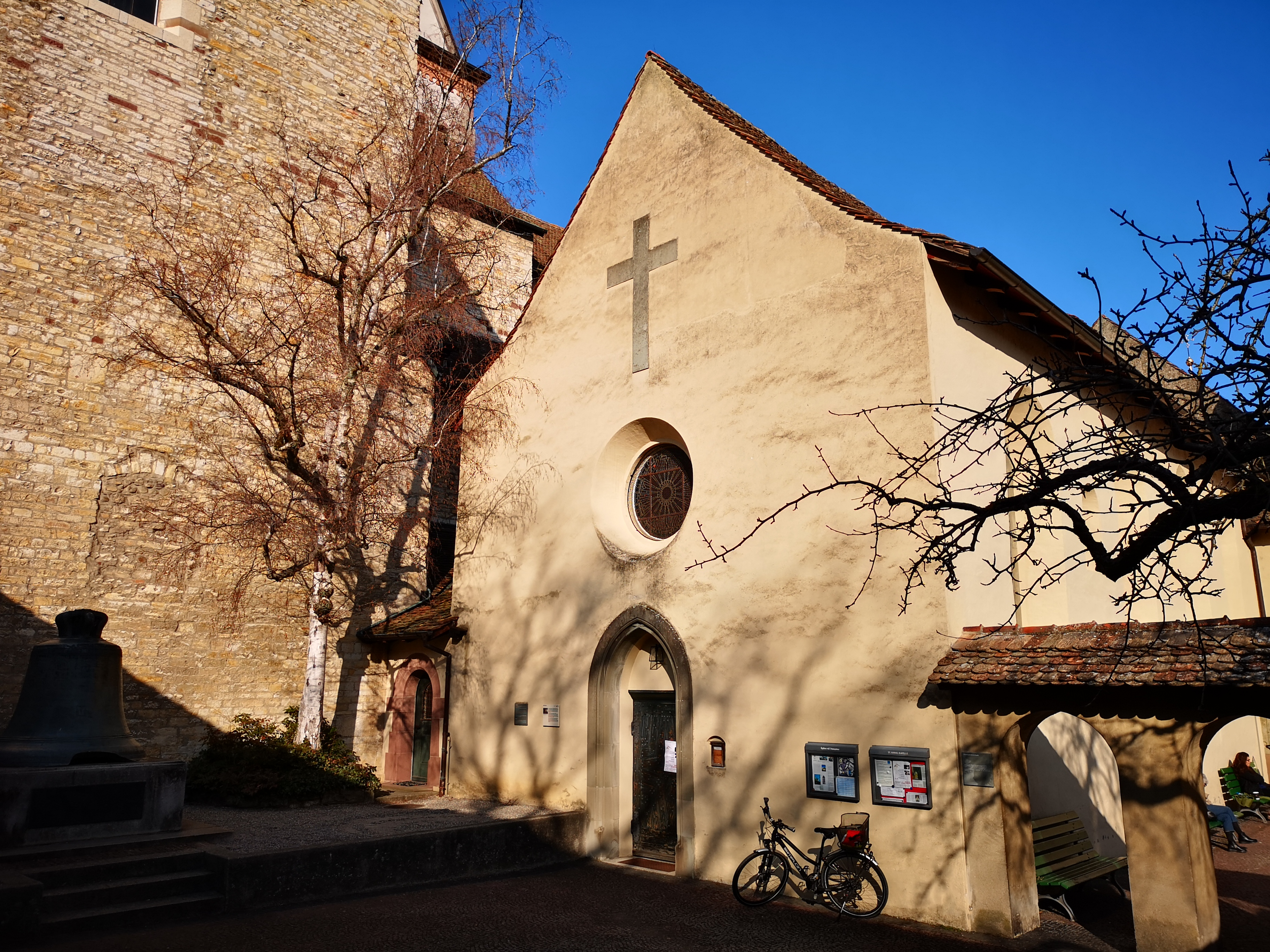
Ansicht der Münsterkapelle von Südwesten

Vor der Gründung des Klosters stand an dieser Stelle eine kleine «Urständkapelle». Diese einschiffige ecclesia resurrectionis mit drei Apsiden erhielt einen Hauptaltar, den Papst Leo IX. am 22. November 1049 weihte. Die Hauptapsis blieb erhalten, als das Gebäude vermutlich am Anfang des 12. Jahrhunderts niedergelegt wurde. Das Schiff der neuen «Marienkapelle» war länger, aber schmaler und schloss im Westen an den Kapitelsaal des Klosters an. Sie diente den Kranken und Novizen sowie als Friedhofskapelle der Mönche. Ein Umbau im gotischen Stil fand vermutlich im 15. Jahrhundert statt.
Abt Michael Eggenstorfer († 1552) veranlasste 1522 die Errichtung eines Chores mit einer persönlichen Grabnische. Das Patrozinium wechselte in diesem Jahr von «Maria» auf «Anna». Sieben Jahre später wurde nach der Reformation das Grabmal entfernt und die Kapelle diente als Holzmagazin.
Im Jahr 1670 wurde eine Tür in die Spitze des Chores eingebaut und das Bauwerk in eine Abdankungskapelle umgewidmet. Nach einer Innenrenovation 1839 diente sie von 1841 bis 1885 den Katholiken als Gotteshaus. Zuvor wurden die «Michaelspforte» von 1522 und die Tür von 1670 vermauert. Ein neuer Zugang entstand vom Münsterhof. Nach einer erneuten Renovation 1886 kam die Kapelle 1888 an die Protestanten. Die Christkatholiken erhielten am 27. Mai 1888 das Recht auf Mitbenutzung.
Bei einer umfassenden Renovation liess der Architekt Samuel Meyer 1927 Grabungen durchführen. Dabei wurden die drei Apsiden der «Urständkapelle» entdeckt. Die Kirche erhielt eine moderne Innenausstattung. Der Zugang vom Münsterhof wurde geschlossen und die «Michaelspforte» wieder geöffnet.
Gegenwärtig finden am 2. und 4. Sonntag jedes Monats Gottesdienste der Christkatholischen Kirchgemeinde statt. Die reformierte Gemeinde französischer Sprache (Eglise évangélique réformée de langue française de Schaffhouse, EERFSH) versammelt sich seit 1950 ebenfalls alle zwei bis drei Wochen in der Kapelle.

## Beschreibung

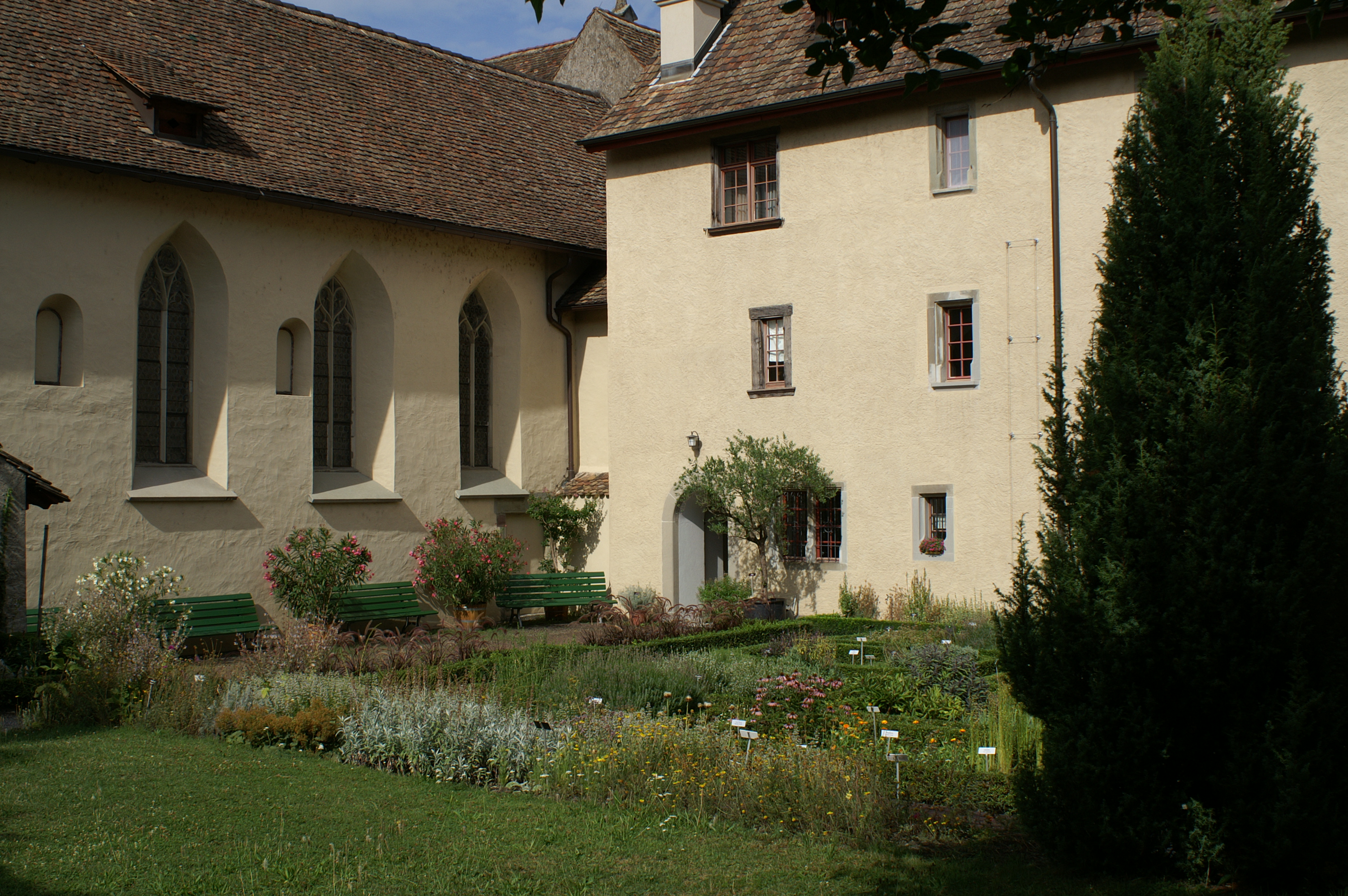
Münsterkapelle und Pfrundhaus (rechts)

Das Bauwerk ist geostet. Das lange, rechteckige Schiff hat Innenmasse von 22,45 Metern Länge und 7,55 Metern Breite. Es knickt an der Südseite etwas ab, bedingt durch den Anschluss an das Pfrundhaus. Die Mauern bestehen, wie die des Münsters, aus Kalkbruchstein und sind aussen wie innen kahl verputzt. Die Westfassade mit dem Haupteingang und einem Rundfenster ist modern gestaltet (1927). Die Nordseite ist fensterlos und zeigt ein vermauertes romanisches Fenster mit Rundbogen. Am Anfang des Chores steht die «Michaelspforte». Über dem Spitzbogen sind die Wappen des Klosters und des Abtes in Sandstein ausgeführt. Darüber sind Krummstab und Inful dargestellt. Der Bereich des Chores hat im Gegensatz zum Langhaus einen Sockel. Die drei Fenster sind einsprossig. Ihre Einfassungen und das einfache Masswerk bestehen aus grauem Sandstein. Die Südseite des Langhauses zeigt vier zweisprossige Spitzbogenfenster. Zwei kleine romanische Rundbogenfenster sind vermauert. Das Dach des Chores ist höher als das einfache Satteldach des Langhauses. Dieses hat im Innern eine flache Holzdecke. Der Boden zeigt rote Platten.
Ein gedrückter Spitzbogen aus rotem und grauem Sandstein und zwei niedrige Stufen grenzen den Chor ab. Seine Ausstattung mit einem feinen, spätgotischen Netzgewölbe ist «von besonderer Qualität». Es füllt zwei Joche und geht im dritten Joch in einen Stern in der Spitze des Chores über. Die Dienste sind Dreiviertelsäulen mit runden Postamenten, die in aufwändiger, verschiedenartig gerippten Steinmetzarbeit verziert sind. Wie die Fensterleibungen zeigen sie Steinmetzzeichen. Die sechs skulpturierten und bemalten Schlusssteine zeigen: Gottvater mit Weltkugel, ein Kleeblattkreuz, die Wappen der Nellenburger, des Klosters sowie des Abtes mit Mitra und einen Schild mit Steinmetzzeichen.
An den Wänden des Langhauses sind zwei Epitaphien angebracht: An der Nordseite für Bürgermeister Johannes Köchlin im Barockstil (1710) und gegenüberliegend für Johannes Pfister im Stil des Rokoko (1761).
Das Museum zu Allerheiligen bewahrt eine kleine Bronzeglocke des 18. Jahrhunderts. Sie zeigt an der Krone einen Kranz mit Reliefornamenten und hat einen Durchmesser von 27 Zentimetern.
Orgel
In der Grabnische mit einem Rundbogen an der Südseite steht die pneumatische Kuhn-Orgel aus dem Jahr 1927. Sie verfügte ursprünglich über 10 Register auf zwei Manualen und Pedal und wurde später durch die Erbauerfirma umgebaut – die Disposition wurde verändert und das Instrument von 10 auf 13 Register erweitert.